# Blanca de Centelles
Blanca de Centelles (? - Terrassa, 1349). Senyora de Vallparadís.
Filla de Saurina de Terrassa i de Bernat de Centelles. El matrimoni dels seus progenitors (any 1273) va ser anul·lat i Blanca va anar a viure amb la seva mare al Castell de Vallparadís. Les dues famílies tenien possessions importants: el Castell de Vallparadís per una banda i el de Sant Esteve de Centelles per l'altra, així com la baronia de Centelles, Bellpuig, Sameda, Manlleu i Sentfores, el castell d'Eramprunyà, i el mas Ricard, entre altres propietats.
El 1304, sis anys després de la mort de la seva mare, Blanca es va casar amb Guillem Galceran de Serrallonga, baró de Cabrenys, però amb la mort del marit, va retornar de nou al castell de Vallparadis. L'any 1312, però, es va tornar a casar i abandonà de nou la seva casa pairal.
L'any 1313 va emprendre un viatge per Europa, acompanyant com a primera dama d'honor la infanta Elisabet, filla del rei d'Aragó Jaume II, que es dirigia a Àustria per a casar-se. Un viatge d'aquestes característiques era molt poc habitual en aquella època. Tampoc no era habitual que una dona exercís de "castlà". Generalment era el marit que prenia possessió dels castells, però després de la mort del seu pare i el seu marit i, en no tenir descendència, pledejà per aconseguir el reconeixement per part del rei de la castlania del Castell Palau de Terrassa, entre d'altres.
Cap als voltants de l'any 1335 va decidir retirar-se definitivament al castell de Vallparadís, on va morir suposadament l'any 1349. Amb tot, en 1344 cedí els seus dominis a l'orde religiós de la Cartoixa i, en conseqüència, s'instal·là al castell un monestir anomenat Sant Jaume de Vallparadís. Actualment és la seu del Museu de Terrassa, i s'hi pot veure l'escut heràldic dels Centelles i la inscripció: Hic jacet nobilis Blancha de Centillis fundatrix domus vallis paradisi.